# Pinocchio 3000
Pinocchio 3000 (bra: Pinocchio 3000; prt: Pinóquio 3000) é um filme franco-hispano-canadense de 2004, uma animação digital dirigida por Daniel Robichaud para a Christal Films. 
O filme foi o vencedor do Prêmio Goya de melhor animação.

## Enredo
Como A.I. Inteligência Artificial, é uma interpretação futurista de ficção científica do romance As Aventuras de Pinóquio de Carlo Collodi, onde Pinóquio é um robô, em vez de um boneco animado por magia. A história gira em torno da história básica de Pinóquio, tentando encaixar ele com os seres humanos, com dificuldades, tornando-se frustrados com eles, e, eventualmente, superá-los. A maioria dos elementos de base e os personagens têm sido utilizados, em diferentes formas. A história se passa na cidade de Scamboville, uma cidade futurista constantemente em desenvolvimento sob o reinado de um prefeito chamado Scamboli.

## Elenco
| Personagem | Original E.U.A.   | Portugal                 |
| ---------- | ----------------- | ------------------------ |
| Pinocchio  | Sonja Ball        | André Raimundo           |
| Geppetto   | Howard Ryshpan    | José Jorge Duarte        |
| Spencer    | Howie Mandel      |                          |
| Cyberina   | Whoopi Goldberg   | Cucha Carvalheiro        |
| Marlene    | Jean-Claude Donda |                          |
| Scamboli   | Malcolm McDowell  | Carlos Vieira de Almeida |